# A10 (Kazakistan)
La Strada nazionale A10 è una strada del Kazakistan.

## Percorso
L'A10 inizia nella città di Öskemen nel Kazakistan orientale, conosciuta in russo come Ust-Kamenogorsk. L'A10 è l'ultima diramazione della A3. Il percorso conduce a nord attraverso una zona agricola pianeggiante, che è densamente popolata, infatti in parte alla strada ci sono numerosi villaggi. A est si trovano le colline ai piedi della catena dell'Altaj, una catena montuosa mongola. L'ultimo villaggio prima del confine con la Russia è Shemonaikha, una piccola città in cui è anche situata la dogana. Dopo il confine russo, la strada regionale R370 russa continua verso Zmeinogorsk e Barnaul. 

## Storia
Fino al 2009 questa strada era una malridotta e pericolosa strada, chiamata 3K-012, ma con la ricostruzione nel 2011 la sicurezza è stata aumentata fino a superare il livello delle autostrade europee. La strada A10 conta numerosi tunnel, ponti, sopraelevate, cavalcavia e un tratto con limite a 110 km/h dato che uscendo da Öskemen la strada per all'incirca 12 kilometri è una tangenziale.